# شيرمان هاميلتون
شيرمان هاميلتون (بالإنجليزية: Sherman Hamilton) (و. 1972  م) هو لاعب كرة سلة  كندي، ولد في تورونتو، شارك في الألعاب الأولمبية الصيفية 2000، وبطولة كأس العالم لكرة السلة 2002، وبطولة أمم الأمريكتين لكرة السلة 1999، وبطولة أمم الأمريكتين لكرة السلة 2001، وبطولة كأس العالم لكرة السلة 1998، وبطولة أمم الأمريكتين لكرة السلة 1995، وبطولة أمم الأمريكتين لكرة السلة 1997، ودورة الألعاب الأمريكية 1999، مركز لعبه هو هجوم خلفي.

## التعليم
تعلم في جامعة فرجينيا كومونولث
.